# Pontal do Paraná
Pontal do Paraná ist ein brasilianisches Munizip im Südosten des Bundesstaats Paraná. Es hat 30.425 Einwohner (2022), die sich Pontalenser nennen. Seine Fläche beträgt 200 km². Es liegt sieben Meter über dem Meeresspiegel.

## Etymologie
Vor langer Zeit hieß die Stadt Pontal do Sul. Pontal bedeutet auf Deutsch Landzunge. Der etymologische Ursprung ist geografischer Natur, da sich die Stadt auf einer Landzunge befindet, die aus Sand besteht und zum Meer hin abfällt. Der Zusatz do Paraná stellt den Bezug zu dem Bundesstaat her, in dem die Stadt liegt.

## Geschichte

### Ursprünge
Die einzigen präzisen Informationen über den Beginn der Besiedlung der Küste von Paranaguá stammen von Vieira dos Santos (1850). Er berichtete, dass die ersten Siedler der Bucht von Paranaguá mit kleinen Booten von Cananéia (1587 zur Vila erhoben) über Varadouro Velho nach Superagui kamen. Die Expedition von Gonçalo Coelho im Jahr 1501 hatte einzelne Portugiesen und Kastilier in der Region von Cananéia zurückgelassen. Diese lebten bald mit den dortigen Carijós zusammen und begannen, die benachbarten Gebiete zu erforschen. Sie vermischten sich mit den Indianern. Martim Afonso de Souza dokumentierte 1531, dass es „unter den Kindern und Enkelkindern, die diese Siedler dort vermehrten, vielleicht mehr als 100 Menschen gemischter Rasse“ gab. Die erste Besiedlung der Küste von Paraná erfolgte unter Leitung von Domingos Gonçalves Peneda auf der Ilha da Cotinga in der Bucht von Paranaguá auf der der Ilha Rasa da Cotinga zugewandten Seite.

### Durchzugsgebiet im 19. und 20. Jahrhundert
Die Verbindung zwischen Paranaguá und anderen Orten im Süden erfolgte wahrscheinlich mit Booten nach Pontal do Sul, dann weiter mit Ochsenkarren entlang des Strandes nach Matinhos. Der französische Naturforscher Auguste de Saint-Hilaire beschrieb das 1820 so:
"Wir verließen Paranaguá am 3. April in zwei Kanus, eines mit zwei Ruderern, das andere mit drei. Nachdem wir den Paranaguá-Fluss verlassen hatten, kamen wir in einen Kanal, der mehr oder weniger im Süden der Bucht verläuft und auf der einen Seite vom Festland und auf der anderen von einer Reihe von Inseln begrenzt wird. Bald verloren wir die Stadt aus den Augen. In der Ferne konnten wir die Berge sehen, die von Wolken gekrönt waren, die schnell vorbeizogen und die Gipfel mal enthüllten und mal verdeckten. Unsere Kanus kamen schnell voran, wir ließen den bergigen Teil der Insel Cotinga hinter uns und segelten an ihrem Rand entlang in Richtung Meer, wo das Land niedrig und mit Mangroven bewachsen ist.
Nach dieser Insel kommt die Ilha Rasa, die, wie der Name schon sagt, flach ist. Die Ilha do Mel, die als nächstes kommt, rückt bis zum Eingang der Bucht vor. Auf der Spitze dieser Insel wurde das Fort gebaut, das die Einfahrt verteidigt. Je weiter wir kommen, desto breiter wird die Fahrrinne. Wie bei der Ilha Rasa und der Ilha do Mel ist das trockene Land von Mangroven gesäumt, aber von Zeit zu Zeit sind fast am Ufer kleine ziegelbedeckte Plätze zu sehen, vor denen sich mehrere Kanus befinden. Die Landzunge, über die ich bereits ein paar Worte gesagt habe und die Pontal genannt wird, war der Ort, an dem wir an Land gingen. Ich wurde von einem Unteroffizier der Miliz empfangen, der eine in der Nähe einquartierte Einheit befehligte.
Dieser Mann hatte den Auftrag, dafür zu sorgen, dass die Karren, die mich und meine Leute nach Caiobá bringen sollten, pünktlich ankamen. Alle waren pünktlich. Die Wagen gehörten einigen einheimischen Bauern. Sie waren groß, wurden von zwei Ochsenpaaren gezogen und waren mit einem Bambusgeflecht bedeckt, auf das Bananenblätter gelegt und mit Ranken zusammengebunden worden waren. In Pontal gab es weder Häuser noch Vegetation, nichts außer reinem Sand. Sobald wir von Bord gegangen waren, machten wir ein Feuer, um Bohnen und Reis zu kochen, die zusammen mit Wasser und Mehl unser Abendessen bilden sollten. Das Gepäck wurde auf die Ochsenkarren geladen, und als wir aufbrachen, war die Sonne schon längst untergegangen. Die Einheimischen haben die Angewohnheit, nachts über das Meer zu fahren, weil sich die Ochsen im Dunkeln viel schneller bewegen als bei Tageslicht. Laruotte hatte eine Matte auf den Boden gelegt und eine Decke und meinen Poncho darüber ausgebreitet. Ich legte mich hin, und das Rauschen der Wellen ließ mich bald einschlafen, aber von Zeit zu Zeit wachte ich auf und erkannte im Mondlicht, dass wir einem Strand aus reinem Sand folgten, an dem die Wellen von Zeit zu Zeit an den Rädern der Karren leckten."
Loureiro Fernandes schrieb 1946/1947 einen umfangreichen Bericht, in dem er den Bau der Strandstraße und die Geografie der Ebene des Oststrandes darstellte. Er beschrieb die grundlegenden geologischen Merkmale, die Sambaquis und die Völker, die zur Entstehung des Küsten-Caboclo-Menschen beigetragen haben, in diesem Fall die Weißen, die Indianer und die Schwarzen, wobei der Beitrag der Schwarzen für diesen Autor unbedeutend war. Für sein Werk fotografierte Loureiro Fernandes den Strand, wo man Rinder und Fischerhütten sehen konnte.

### Erhebung zum Munizip
Die politische Geschichte von Pontal do Paraná begann um 1983, als die ersten Schritte zur Gründung eines neuen Munizips zwischen den Stränden von Pontal do Sul und Monções eingeleitet wurden. Das Gebiet gehörte damals zum Munizip Paranaguá und trug den Namen Strände von Paranaguá. Die Bewohner der Strände von Praia de Leste, Pontal do Sul, Canoas und Primavera forderten zunehmend die Verselbständigung. Das Munizip Paranaguá versuchte zwar noch mit der Gründung der Empresa de Desenvolvimento das Praias (EMDEPRAIAS), den zunehmenden Emanzipationsprozess zu stoppen. Damit konnte es jedoch die Bedürfnisse der Badeorte nicht erfüllen.
Pontal do Paraná wurde durch das Staatsgesetz Nr. 8915 vom 15. Dezember 1988 aus Paranaguá ausgegliedert und in den Rang eines Munizips erhoben. Es wurde am 1. Januar 1997 als Munizip installiert.

## Geografie

### Fläche und Lage
Pontal do Paraná liegt in der Küstenebene von Paraná. Es ist der Hafenstadt Paranaguá vorgelagert und vereint deren Strände am offenen Meer auf seinem Gebiet. Seine Fläche beträgt 200 km². Es liegt auf einer Höhe von 7 Metern.

### Vegetation
Das Biom von Pontal do Paraná ist Mata Atlântica.

### Klima
Das Klima ist gemäßigt warm. Es werden hohe Niederschlagsmengen verzeichnet (1964 mm pro Jahr). Im Jahresdurchschnitt liegt die Temperatur bei 21,3 °C. Die Klimaklassifikation nach Köppen und Geiger lautet Cfa.

### Gewässer
Pontal do Paraná liegt am Atlantischen Ozean südlich der Bucht von Paranaguá.

### Straßen
Pontal do Paraná ist über die PR-412 und die PR-407 mit Paranaguá im Westen und mit Matinhos im Süden verbunden.

### Terras Indígenas
Im Gebiet des Munizips liegt die Terra Indígena Sambaqui. Gemäß der Datenbank der indigenen Territorien des Instituto Socioambiental leben hier 31 Menschen vom Volk der Guarani und Guarani Mbya (Stand: 2015).
| Terra indígena | Völker                   | Bewohner | Fläche (km²) | Bewohner pro km² | Kategorie      |
| -------------- | ------------------------ | -------- | ------------ | ---------------- | -------------- |
| Sambaqui       | Guarani und Guarani Mbya | 31       | 30           | 1                | Terra Indígena |

### Nachbarmunizipien
|           |                                             |  |
| Paranaguá | Kompassrose, die auf Nachbargemeinden zeigt |  |
|           | Matinhos                                    |  |

## Stadtverwaltung
Bürgermeister: Rudisney Gimenes Filho, MDB (2021–2024)
Vizebürgermeisterin: Patricia Millo Marcomini, MDB (2021–2024)

## Demografie

### Bevölkerungsentwicklung
| Jahr | Einwohner | Stadt | Land |
| ---- | --------- | ----- | ---- |
| 2000 | 14.323    | 99 %  | 1 %  |
| 2010 | 20.920    | 99 %  | 1 %  |
| 2022 | 30.425    |       |      |

Quelle: IBGE (2011) und Volkszählung 2022

### Ethnische Zusammensetzung
| Gruppe * | 2000    | 2010    | wer sich als …                                                                   |
| --- | ------- | ------- | -------------------------------------------------------------------------------- |
| Weiße | 74,6 %  | 67,5 %  | weiß bezeichnet                                                                  |
| Schwarze | 1,5 %   | 3,0 %   | schwarz bezeichnet                                                               |
| Gelbe | 0,2 %   | 0,4 %   | von fernöstlicher Herkunft wie japanisch, chinesisch, koreanisch etc. bezeichnet |
| Braune | 22,9 %  | 28,8 %  | braun oder als Mischung aus mehreren Gruppen bezeichnet                          |
| Indigene | 0,5 %   | 0,2 %   | Ureinwohner oder Indio bezeichnet                                                |
| ohne Angabe | 0,2 %   | 0,0 %   |                                                                                  |
| Gesamt | 100,0 % | 100,0 % |                                                                                  |
| *) Anmerkung: Das IBGE verwendet für Volkszählungen ausschließlich diese fünf Gruppen. Es verzichtet bewusst auf Erläuterungen. Die Zugehörigkeit wird vom Einwohner selbst festgelegt. |         |         |                                                                                  |

Quelle: IBGE (Stand: 1991, 2000 und 2010)

## Wirtschaft

### Kennzahlen
Mit einem Bruttoinlandsprodukt pro Einwohner von 32.769,62 R$ (rund 7.300 €) lag Pontal do Paraná 2019 an 148. Stelle der 399 Munizipien Paranás.
Sein hoher Index der menschlichen Entwicklung von 0,738 (2010) setzte es auf den 62. Platz der paranaischen Munizipien.